# Kevin Michael Richardson
Kevin Michael Richardson, född 25 oktober 1964 i Bronx i New York, är en amerikansk skådespelare.
Han har gjort ett flertal röster i både filmer, tv-serier och datorspel. Några exempel är Transformers: Revenge of the Fallen, The Simpsons, The Cleveland Show, Baldur's Gate, Star Wars: Knights of the Old Republic och Halo 2, där han gör rösten till Tartarus.

## Filmografi (i urval)
Källa: 
- 1994 – Galen i dig (TV-serie)
- 1994 – Cityakuten (TV-serie)
- 1995 – A Boy Called Hate
- 1996 – Spy Hard
- 1996 – Bound
- 1998 – Baseketball
- 2003 – The Matrix Revolutions
- 2005 – Phil från framtiden (TV-serie)
- 2006 – Malcolm – Ett geni i familjen (TV-serie)
- 2006 – Clerks II
- 2009 – How I Met Your Mother (TV-serie)

### Som röstskådespelare
- 1995 – Mortal Kombat
- 1995–1997 – Masken (TV-serie)
- 1996 – Änglahund 2
- 1996–1997 – Pinky och Hjärnan (TV-serie)
- 1996 – Road Rovers (TV-serie)
- 1996 – What a Cartoon! (TV-serie)
- 1996 – Hey Arnold! (TV-serie)
- 1997 – Rugrats (TV-serie)
- 1997 – Dexters laboratorium (TV-serie)
- 1998 – Animaniacs (TV-serie)
- 1998–2005 – Katthund (TV-serie)
- 1998 – The New Batman Adventures (TV-serie)
- 1998–2005 – Powerpuffpinglorna (TV-serie)
- 1998 – Brisby och Nimhs hemlighet 2: Timmys färd till Nimh
- 1999–2002 – PJs (TV-serie)
- 1999–idag – Family Guy
- 1999–2004 – Johnny Bravo (TV-serie)
- 2000 – Rugrats in Paris: The Movie
- 2000 – Godzilla: The Series (TV-serie)
- 2000 – Rasten (TV-serie)
- 2000 – Buzz Lightyear, rymdjägare (TV-serie)
- 2000–2004 – Static Shock (TV-serie)
- 2000 – Scooby-Doo och inkräktarna från rymden
- 2001 – Rasten: Uppdrag rädda sommarlovet
- 2001–2004 – Lloyd i rymden (TV-serie)
- 2001 – Tidspatrullen (TV-serie)
- 2001–2005 – Familjen Proud (TV-serie)
- 2001–2017 – Fairly Odd Parents (TV-serie)
- 2002 – Lilo & Stitch
- 2002–2004, 2017 – Samurai Jack
- 2002, 2018 – Svampbob Fyrkant
- 2002–2007 – Kim Possible (TV-serie)
- 2002 – Hos Musse (TV-serie)
- 2002–2008 – Kodnamn Grannungarna (TV-serie)
- 2002 – The Powerpuff Girls Movie
- 2003 – The Animatrix
- 2003 – Stitch! – Experiment 626
- 2003 – Duck Dodgers (TV-serie)
- 2003–2006 – Teen Titans (TV-serie)
- 2003–2005 – Grymma sagor med Billy & Mandy (TV-serie)
- 2003–2006 – Jimmy Neutron (TV-serie)
- 2003–2006 – Lilo & Stitch (TV-serie)
- 2003 – Djungel-George 2
- 2003 – Batman: Mysteriet med Batwoman
- 2004 – Mulan 2
- 2004–2005 – Dave Barbaren (TV-serie)
- 2004–2007 – Danne Fantom (TV-serie)
- 2004–2005 – Megas XLR (TV-serie)
- 2004–2008 – The Batman (TV-serie)
- 2004–2005 – Xiaolin Showdown (TV-serie)
- 2005 – Kim Possible: Drypande Dramatiskt
- 2005 – Porco Rosso
- 2005 – Det surrar om Maggie (TV-serie)
- 2005–idag – American Dad!
- 2005 – 2008 (TV-serie)
- 2005 – 2009 (TV-serie)
- 2005 – 2007 (TV-serie)
- 2005 – American Dragon: Jake Long (TV-serie)
- 2005 – Stewie Griffin: The Untold Story
- 2005 – Pompoko
- 2005 – Sanningen om Rödluvan
- 2005 – The Batman vs Dracula: The Animated Movie
- 2006 – Vilddjuren
- 2006 – Legender från Övärlden
- 2006–2008 – Kejsarens nya skola (TV-serie)
- 2006 – Leroy & Stitch
- 2006 – Tom och Jerry – Landkrabbor med morrhår
- 2007 – TMNT
- 2007 – Chowder (TV-serie)
- 2008 – Star Wars: The Clone Wars
- 2008 – Batman: Gotham Knight
- 2008–2009 – Bondgården (TV-serie)
- 2008–2009 – Ben 10: Alien Force (TV-serie)
- 2008–2009 – Flapjack (TV-serie)
- 2008 – Den lilla sjöjungfrun – Sagan om Ariel
- 2008 – Transformers Animated (TV-serie)
- 2008 – The Mighty B! (TV-serie)
- 2008 – Boog & Elliot 2 – Vilda vänner mot husdjuren
- 2008–2015 – Pingvinerna från Madagaskar (TV-serie)
- 2008–2011 – Batman: Den tappre och modige (TV-serie)
- 2009 – Transformers: De besegrades hämnd
- 2009 – Phineas & Ferb (TV-serie)
- 2009–2013 – The Cleveland Show (TV-serie)
- 2009–idag – Simpsons
- 2009 – Prinsessan och grodan
- 2010 – Black Panther (TV-serie)
- 2010–2016 – Äventyrsdags (TV-serie)
- 2010–2013 – Star Wars: The Clone Wars (TV-serie)
- 2010–2013 – Pound Puppies (TV-serie)
- 2010–2013 – Transformers Prime (TV-serie)
- 2010–2013 – Young Justice (TV-serie)
- 2010 – The Avengers: världens mäktigaste hjältar (TV-serie)
- 2010 – Batman: Under the Red Hood
- 2011 – The Looney Tunes Show (TV-serie)
- 2011–2012 – Thundercats (TV-serie)
- 2011–2013 – Gröna lyktan (TV-serie)
- 2012–2013 – The Legend of Korra (TV-serie)
- 2012–2016 – Gravity Falls (TV-serie)
- 2012–2015 – Danny Cunningham – skolans ninja (TV-serie)
- 2012–2017 – Teenage Mutant Ninja Turtles (TV-serie)
- 2013 – Star Trek Into Darkness
- 2013–2016 – Wander i galaxen (TV-serie)
- 2013–2014 – Hulk och agenterna K.R.O.S.S.A. (TV-serie)
- 2013–2017 – Farbror Farfar (TV-serie)
- 2014 – Flygplan 2: Räddningstjänsten
- 2015 – Svampbob Fyrkant: Äventyr på torra land
- 2015 – Regular Show (TV-serie)
- 2015 – Steven Universe (TV-serie)
- 2015 – Rick and Morty (TV-serie)
- 2015–2019 – Lejonvakten (TV-serie)
- 2016 – Husdjurens hemliga liv
- 2016–2019 – Milo Murphys lag (TV-serie)
- 2017 – Transformers: The Last Knight
- 2019 – Amphibia (TV-serie)
- 2020 – Robot Chicken (TV-serie)
- 2020 – Trolls 2: Världsturnén
- 2022 – Minioner: Berättelsen om Gru
- 2023 – Super Mario Bros. Filmen